# Años 480
Los años 480 o década del 480 empezó el 1 de enero del 480 y terminó el 31 de diciembre del 489.

## Acontecimientos
- San Félix III sucede a San Simplicio como papa en el año 483
- En 484, Alarico II se convierte en rey de los visigodos; reinará hasta 507.
- Batalla de Mercredesburne